# 鎮國中尉
鎮國中尉是明朝皇族的爵位之一。位於奉國將軍之下，輔國中尉之上。是郡王的四世孫。
明朝時，奉國將軍之子全封鎮國中尉。
- 鎮國中尉的正妻稱恭人。鎮國中尉的俸祿為每年400石（一半本色糧，一半鈔；嘉靖四十四年改為四分本色糧，六分折鈔）[1]。
- 鎮國中尉之子全封輔國中尉[2][3]，女兒稱宗女。